# Tények
A Tények a TV2 saját gyártású hírműsora. A TV2-n minden nap 18:00-kor sugározzák, míg a Super TV2-n minden hétköznap 15:30-tól látható.

## Története
Első adása 1997. október 4-én volt, amit Pálffy István és Stahl Judit vezetett. 1997-ben a 19 órai fő kiadást az esti film után megismételték. 1998-ban önálló késő esti hírműsor indult Jó estét, Magyarország! néven. 1999. június 24-től 18:30-kor kezdődik a fő kiadás. Az első jelentős átalakulás 2000 újév napján volt, új főcímet kapott. 2002 januárjában ismét új főcímet kapott, amit 2002. szeptember 1-jén lecseréltek. Nem sokkal a 2002 szeptemberi megújulás után távozott a műsortól Stahl Judit és Pálffy István is. 2003. augusztus 31-én kisebb főcímváltozás történt: a csatorna logóját eltüntették, mert újat kapott. 
2005. november 2-án teljes átalakuláson esett át, emellett áttértek a teljesen digitális műsorkészítésre is. 2008. október 13-án a főcímben lévő sáv piros lett. 2009. október 2-án közös megegyezéssel távoztak a műsor akkori arcai, Bárdos András és Máté Krisztina. 2011. szeptember 1-től 16:9-ben sugározzák a műsort, majd 2012. január 14-én új, Greenbox stúdiót kapott. 2012. november 2-án módosították a stúdió grafikáját. 2013. április 2-án ismét új főcímet kapott, módosították a stúdiógrafikát, emellett innentől HD minőségben készül a műsor. 2013. július 29-től 18:00-kor kezdődik. 2015. március 25-től a Tények főszerkesztője Azurák Csaba. 2016 márciusától Kökény-Szalai Vivien a Tények hírigazgatója. 2016. április 13-ától Kőhegyi Anna a Tények főszerkesztője. 2016. május 2-ától stúdiómódosításokat kapott, és két új műsorvezető, Gönczi Gábor és Marsi Anikó vezeti a hétköznapi adásokat. 2017. február 26-án megkapta az akkori főcímet és stúdiót. 2023. november 2-án teljesen megújult, és eltűnt a négyzet a tények feliratnál.

## Kísérő műsorai
| Műsor                        | Leírás |
| Jelenleg műsoron             | Jelenleg műsoron |
| ---------------------------- | --- |
| Időjárás                     | 1997. október 4-én indult. 1998-ban új főcímet kapott, amit 2000-ben lecseréltek. 2002-ben rövid ideig egy újabbat használt, amit felváltottak 2002. szeptember 1-én. Ezután 2006. március 2-től ismét egy újat használtak 2009. június 13-ig. 2011. szeptember 1-től 16:9-ben készül. A Tényekkel együtt, 2013. április 2-án megújult. 2017. február 26-án új főcímmel jelentkezett, de ugyanazzal a zenével. 2021. február 8-tól újabb főcím csere történt, de a zene változatlan maradt. Jelenleg a Tények előtt, a Tények Plusz utolsó percében és utána jelentkezik. |
| Tények Plusz                 | Első változata 1998. október 19-én indult. 1999. január 25-én neve Pluszra rövidült, majd az év szeptember 13-án megszűnt. Második változata 2019. július 29-én indult. Hétfőtől szombatig minden este 18:45-től látható. |
| Tények Reggel                | 1997-ben indult. A reggeli műsor (Mokka) alatt félóránként jelentkezik rövid hírösszefoglaló az előző nap legfontosabb híreivel. 06:25-kor 25 perces, 07:00-tól 08:30-ig 5 perces, 08:30-kor és 09:00-kor 10 perces. |
| Tények Délben                | Első változata 1997. október 4-én indult, de az év november 28-án megszűnt. Második változata 2014. január 27-én indult, felváltva a Tények Délutánt. |
| Tények Röviden               | 2017-ben indult, a nap három legfontosabb hírét közli az esti saját gyártású műsor (például Exatlon Hungary) közben. |
| Tények Este                  | 2005. december 5-én indult, a Jó estét Magyarország! utódjaként. Kezdetben késő este sugározták, az utóbbi években hajnalban kerül képernyőre. |
| Tények gazdasági különkiadás | 2022. július 28-án indult, csütörtök esténként van adásban Palóc André műsorvezetésével. |
| Pollenjelentés               | A Tények minden nyáron jelentkező pollenkoncentráció előrejelzése az allergiások számára. |
| Szünetelő kísérő műsorai     | |
| Tények Különkiadás           | A Tények rendkívüli hírekkel foglalkozó változata. |
| Hójelentés                   | A Tények minden télen jelentkező hómennyiség jelentése a síelni és kirándulni vágyóknak. |
| Megszűnt kísérő műsorai      | |
| Sport                        | 1997. október 4-én indult, a nap legfontosabb sporthíreit közölte. Sportriporterei Vécsey Mihály és Csisztu Zsuzsa voltak. 2003-ban megszűnt, azóta csak néhány sporteseményről számolnak be (például Európa-bajnokság, Világbajnokság) |
| Tények Extra                 | 2016. május 2-án indult a fő kiadás folytatásaként, majd 2017. augusztus 28-tól késő este sugározták. 2019. augusztus 2-án megszűnt. |
| Tények Délután               | 2012. szeptember 17-én indult, 14:00-kor került képernyőre. 2014. január 24-én megszűnt, január 27-től felváltotta a Tények Délben. |
| Tények Hatkor                | 2012. november 2-án indult a Super TV2-n. A 2013-as megújuláskor névileg megszűnt, de azóta egyszerűen Tények néven kerül adásba a Super TV2-s változat is. |
| Kész Tények                  | A Tények szilveszteri különkiadása 2002 és 2008 között, sok humorral, vidámsággal. |

## Műsorvezetők
| Műsorvezető            | Mióta?                 |
| Jelenlegi műsorvezetők | Jelenlegi műsorvezetők |
| ---------------------- | ---------------------- |
| Andor Éva              | 2008-2015, 2016-       |
| Gönczi Gábor           | 2016-                  |
| Marsi Anikó            | 2016-                  |
| Szentpéteri Eszter     | 2018-                  |
| Váczi Gergő            | 2016-                  |
| Varga Attila           | 2023-                  |
| Vitányi Judit          | 2015-                  |
| Korábbi műsorvezetők   |                        |
| Azurák Csaba           | 2009-2016              |
| Bárdos András          | 2002-2009              |
| Dudás Ádám             | 2004-2016              |
| Erdélyi Mónika         | 1999-2000              |
| Kőrösi Gábor           | 1997-2016              |
| Máté Krisztina         | 2003-2009              |
| Nika György            | 2002-2003              |
| Pachmann Péter         | 1999-2016              |
| Pálffy István          | 1997-2002              |
| Simon András           | 1999-2002              |
| Stahl Judit            | 1997-2002              |
| Szarvas László         | 1999-2000              |
| Szebeni István         | 2017, 2019-2023        |
| Takács Bence           | 2020-2021              |
| Várkonyi Andrea        | 2002-2016              |

| Meteorológusok           | Mióta az Időjárás meteorológusa? |
| Jelenlegi meteorológusok | Jelenlegi meteorológusok         |
| ------------------------ | -------------------------------- |
| Barta Sylvia             | 1997-2001, 2018-                 |
| Brockhauser Barbara      | 2019-                            |
| Reisz András             | 2016-                            |
| Korábbi meteorológusok   |                                  |
| Gaál Noémi               | 1998-2016                        |
| Hermann Dóra             | 2017                             |
| Horváth Szilárd          | 2016, online                     |
| Németh Lajos             | 1997-2016                        |
| Onyutha Judit            | 2000-2009                        |